# Oxytropis fruticulosa
Oxytropis fruticulosa är en ärtväxtart som beskrevs av Aleksandr Andrejevitj Bunge. Oxytropis fruticulosa ingår i släktet klovedlar, och familjen ärtväxter. Inga underarter finns listade i Catalogue of Life.